# Markuskirche (Wuppertal)

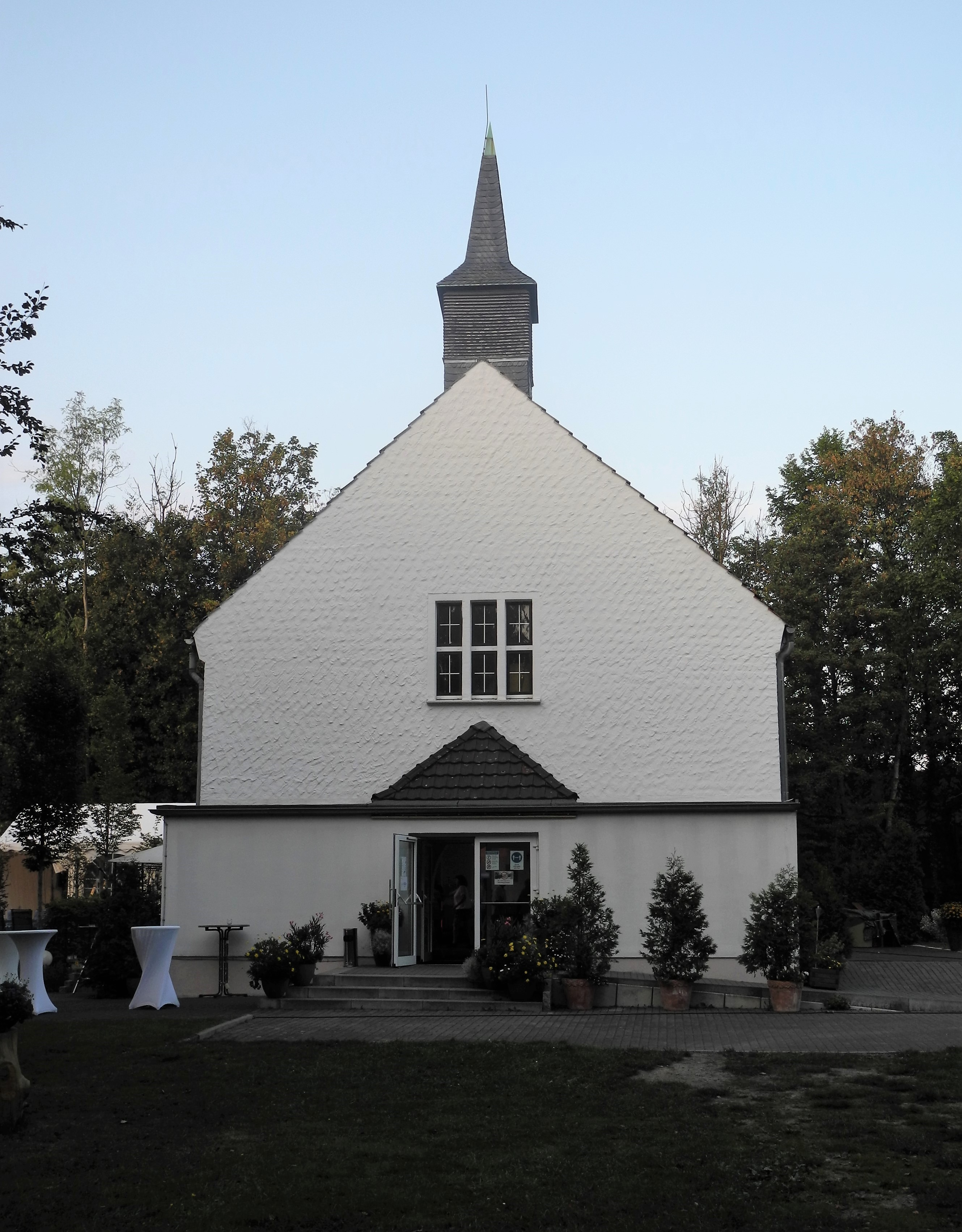
Ansicht der Fassade von Südwesten

Die Markuskirche ist eine ehemalige evangelische Kirche im Wuppertaler Ortsteil Lüntenbeck. Bis 2013 war sie die vorletzte noch in Benutzung befindliche Predigtstätte der Evangelischen Kirchengemeinde Sonnborn.

## Geschichte
Ein christliches Gemeindeleben in der damals großteils nur landwirtschaftlich genutzten Lüntenbeck lässt sich bis ins 17. Jahrhundert zurückverfolgen. Regelmäßige Gottesdienste auf Schloss Lüntenbeck sind ab der Zeit des Dreißigjährigen Krieges belegt, ausgerichtet wurden diese von den Pfarrern der Reformierten Gemeinde in Sonnborn.
Der Bau einer Kirche wurde erstmals mit Beginn der Besiedlung der Lüntenbeck in den 1930er-Jahren angedacht, der Zweite Weltkrieg brachte der laufenden Besiedlung sowie den Kirchenbauplänen ein vorläufiges Ende. 1940 schaffte es die Sonnborner Kirchengemeinde, einen Gemeindesaal in einem Privathaus einzurichten, an der Einrichtung des Kindergartens am Tescher Busch wurde ebenfalls mitgewirkt; offizielle Gottesdienste sind für diese Zeit allerdings nicht belegt. Die Besiedlung der Lüntenbeck wurde nach Kriegsende fortgesetzt, und schon im Jahr 1949 fasste das Sonnborner Presbyterium den Beschluss, die Kirchenbaupläne für die Lüntenbeck wieder aufzunehmen. Das Zentrum des neuen Ortsteiles war bereits zum Großteil bebaut, weswegen man sich für einen Bau im östlich angrenzenden Erweiterungsgebiet Am Oberst entschied. Die Bauarbeiten begannen im September 1951, und am 29. November 1953 konnten Kirche und Gemeindehaus im Gottesdienst zum ersten Advent feierlich eingeweiht werden.
Als einziger Kirche im Quartier kam der Markuskirche sowie ihrem Gemeindezentrum eine besondere Bedeutung zu; in Ermangelung eines katholischen Gotteshauses kam der Tradition der Ökumene schon seit Einweihung der Kirche eine große Bedeutung im gottesdienstlichen Leben zu. Nach Abspaltung der Kirchengemeinde Hammerstein mit der Kirche Goerdelerstraße von der Muttergemeinde Sonnborn 1955 war die Markuskirche das einzige weitere Gotteshaus neben der Sonnborner Hauptkirche.
Im Mai 2013 gab das Presbyterium der Kirchengemeinde überraschend die Schließung ihrer zweiten Gottesdienststätte sowie des Gemeindehauses an, als Ursache galten die überraschende Verschärfung der finanziellen Lage der Gemeinde sowie ebenfalls finanziell stark beanspruchende, zu erwartende Sanierungsarbeiten an der Hauptkirche. Trotz großer Kritik aus dem Ortsteil wurde der letzte Gottesdienst in der Kirche am 8. September 2013 gefeiert. Nach einem Jahr Leerstand wurde die Kirche im Juli 2017 an eine Tanzschule verkauft, welche die Kirche zu einem Tanzsaal sowie einem vielseitig nutzbaren Veranstaltungsort umgebaut hat.

## Baubeschreibung

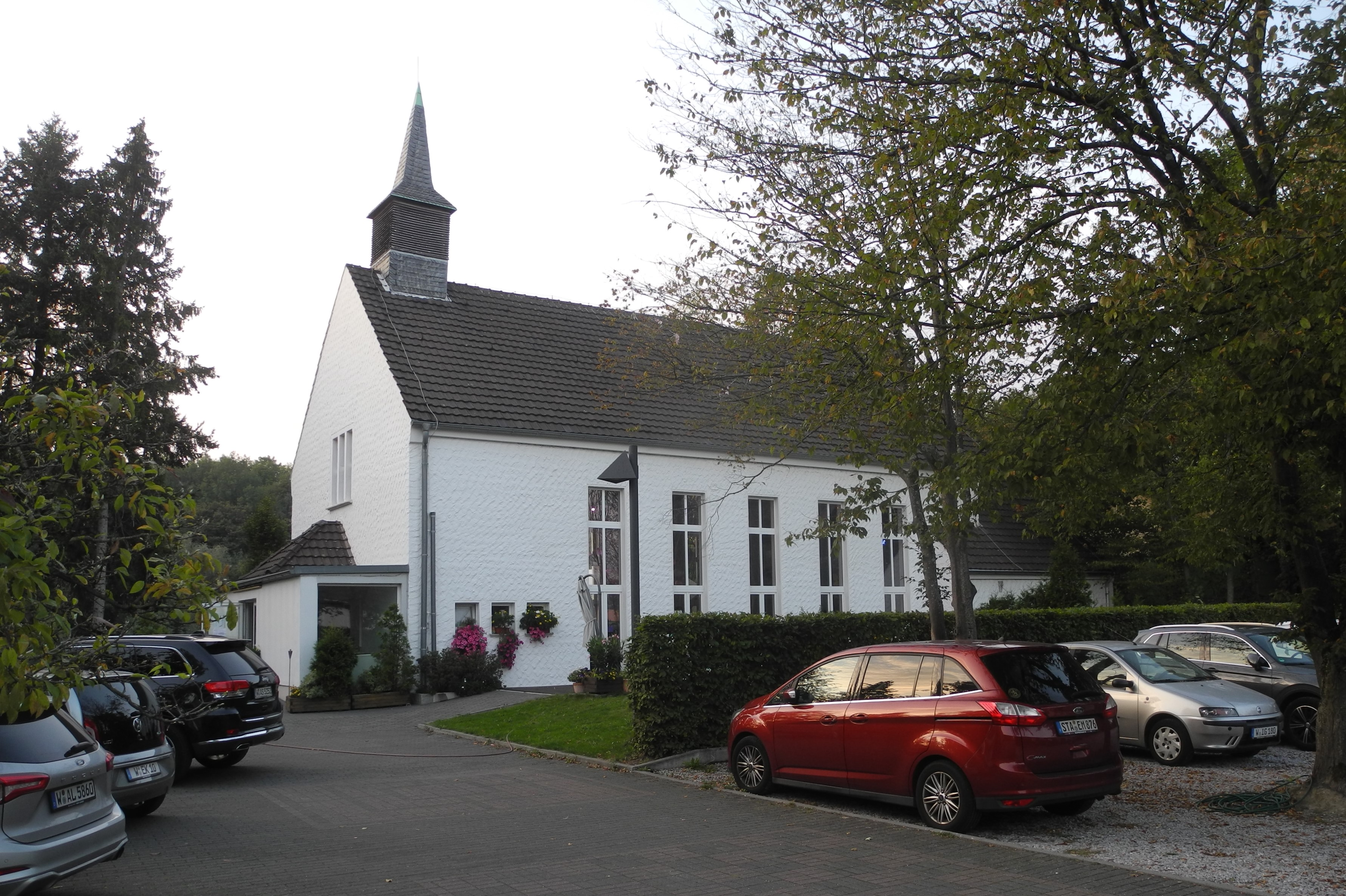
Ansicht vom Lüntenbecker Weg

Die Markuskirche ist eine schlichte, einschiffige Hallenkirche im Stil der Moderne. Das 18 Meter lange Kirchenschiff wird gleichmäßig gegliedert durch fünf schlanke, schmucklose Fenster, welche kapitellartig nach oben hin abschließen. Die gesamte Kirche ist schlicht weiß verputzt, die Fassade bildet einen Kontrast zu den dunklen Zierleisten am Gebäudesockel und am Dachgiebel, das Dach selbst ist ebenfalls dunkel gedeckt. Der an der Frontfassade aufgesetzte Dachreiter ist aus Holz gefertigt und beherbergte zwei Glocken mit den Schlagtönen dis" und e". Der Kirche vorgesetzt ist ein rechteckiger Trakt mit den Eingängen zur Front und zur Seite hin, im hinteren Bereich schließt sich ein etwas niedrigerer Anbau an, welcher vor dem Umbau der Kirche Diensträume und Sanitäranlagen beheimatete.
Der Innenraum der Kirche präsentierte sich vor dem Umbau der Kirche äußerst schlicht und hell. Die Wände waren halb mit Holz vertäfelt und halb weiß verputzt, in Verbindung mit den hohen Fenstern und den hellen, hölzernen Bodendielen gab sich so ein äußerst heller und offener Eindruck. Unter der Orgelempore war ein kleines Foyer mit drei runden Bogenfenstern vom Kirchenraum abgegrenzt. Dort befanden sich vor dem Umbau auch die Treppen zum Dachstuhl sowie zur Empore.

## Orgel
Anfangs verfügte die Kirche über ein gestiftetes zweimanualiges Pedalharmonium, welches durch eine Orgel aus dem Hause Werner Bosch Orgelbau ersetzt wurde. Sie besaß acht Register auf zwei Manualen mit Pedal, die Trakturen waren mechanisch. Das Instrument wurde am 4. September 1970 eingeweiht und nach dem Verkauf der Kirche eingelagert. Seine Disposition lautet:
| I Hauptwerk C–g3 |       |
| Holzgedackt      | 8′    |
| Prästant         | 4′    |
| Mixtur III       | 1 ⁄3′ |

| II Nebenwerk C–g3 |    |
| Rohrflöte         | 8′ |
| Koppelflöte       | 4′ |
| Schwiegel         | 2′ |
| Trompetenregal    | 8′ |

| Pedal C–f1 |     |
| Subbaß     | 16′ |

- Koppeln: I/II, I/P, II/P